# Open Base Station Architecture Initiative
Инициатива архитектуры открытой базовой станции (OBSAI) — торговая ассоциация, созданная Hyundai, LG Electronics, Nokia, Samsung и ZTE в сентябре 2002 года с целью создания открытого рынка сотовой связи базовых станций, с надеждой, что рынок снизит усилия и затраты, традиционно связанные с созданием базовых станций.

## Цель
В спецификации OBSAI, предоставленной архитектурой, функция описания и минимальные требования к интеграции ряда общих модулей в базовой приемопередающой станции (БППС). Это:
- определена внутренняя модульная структура беспроводных базовых станций.
- определён набор стандартных БЦ модулей с заданной формы, размеров и функций таких, что поставщики BTS может приобретать и интегрировать модули от различных поставщиков в OEM моды.
- определены внутренние цифровые интерфейсы между BTS модулей для обеспечения взаимозаменяемости и совместимости.
- поддерживает различные технологии доступа, такие как GSM, улучшенные скорости передачи данных для GSM эволюции (край), стандарта CDMA2000, WCDMA В или стандарта IEEE 802.16 позиционируется как сеть WiMAX.

Это было предназначено, чтобы предоставить гибкость интеграторам базовых передающих станций.
Версия 2.0 системы справочного документа была опубликована в 2006 году.

## Структура Базовой передающей станции
Эталонная Архитектура OBSAI определяет четыре функциональных блока, интерфейсы между ними, и требования к внешним интерфейсам.

### Функциональные блоки
Базовая приемопередающая станция (БППС) состоит из четырёх основных блоков или логических элементов: радиочастотного (РЧ) блока, Модулирующего блока, блока управления и часы, и транспортного блока.
Радиочастотный блок посылает и получает сигналы от портативных устройств (по воздуху) и осуществляет преобразование между цифровыми данными и сигналом антенны.
Некоторые другие основные функции это цифро-аналоговое и аналого-цифровое преобразование, преобразование вверх/вниз, выбор несущей, силовой линейный усилитель, разнообразие передачи и приема сигнала, комбинирование и фильтрация ВЧ сигнала.
Низкочастотный блок обрабатывает сигнал основной полосы частот. Функции включают в себя кодирование/декодирование, шифрование/расшифрование, скачкообразной перестройки частоты (стандарт GSM), распространение и Рейк-приемник (стандарт WCDMA), MAC-адресация (по технологии WiMAX), протокол обработки кадра, пространственное кодирование сигнала и т. д.
Транспортный блок осуществляет интерфейс к внешней сети, и обеспечивает такие функции, как QoS, функции безопасности и синхронизации.
Координация между этими тремя блоками осуществляет Блок контроля и синхронизации.

### Внутренние интерфейсы
Внутренние интерфейсы между функциональными блоками называются реперами (RP).
RP1 — это интерфейс, который обеспечивает связь между блоком управления и тремя другими блоками. Он включает в себя контрольные и тактовые сигналы.
Спецификация RP1 также определяет UDPCP — основанный на UDP надежный протокол связи.
Версия 2.1 интерфейса RP1 былf опубликованf в 2008 году.
RP2 обеспечивает связь между транспортным и НЧ блоки.
Версия 2.1 интерфейса RP2 была опубликована в 2008 году.
RP3 — это интерфейс между блоком основной полосы частот и ВЧ блок. RP3-01 является (альтернативным) интерфейс между преобразователем и RF Дистанционный блок.
Версия 4.2 опорного пункта 3 интерфейс был опубликован в 2010 году.
RP4 обеспечивает связь между внутренними модулями и источниками питания постоянного тока.
Версия 1.1 интерфейса RP4 был опубликован в 2010 году.
Большая часть промышленности в то время занималась снижением стоимости модулей ВЧ и усилителей мощности, так как эти два компонента, как правило, составляют почти 50 процентов от стоимости передающей станции. Поэтому OBSAI разрабатывал описание RP3 ранее других RP, способствуя более конкурентным источникам в радиочастотных модулях и рынка усилителей.

### Внешние интерфейсы
Транспортный блок обеспечивает внешний сетевой интерфейс к сети оператора.
Примеры: (луб) на радио сетевой контроллер (RNC) для систем 3GPP, R6 на Access Services Network Gateway или R3 для Connectivity Services Network (CSN) для систем WiMAX.
Блок RF обеспечивает внешний радио интерфейс для абонентских устройств. Примеры Uu или Um для пользовательского оборудования (UE) в системах 3GPP или R1 для WiMAX.